# Síndrome orofaciodigital
El síndrome orofaciodigital es un grupo de trastornos poco frecuentes de origen genético que se caracterizan por alterar el desarrollo de la cavidad bucal, cara y dedos de manos y pies. Existen entre 14 y 18 variantes conocidas, siendo  la número I la más estudiada y la menos infrecuente. Se designan de forma abreviada con el acrónimo OFD seguido de un número romano para indicar la variante. Los síntomas más habituales son la existencia de una hendidura en el labio, lengua lobulada, hamartomas en lengua, paladar hendido, nariz ancha, hipertelorismo, sindactilia, polidactilia, braquidactilia y clinodactilia. Puede existir retraso del desarrollo, discapacidad intelectual, enfermedad renal poliquística, convulsiones, anomalías congénitas del corazón y problemas esqueléticos. Cada variante tiene unas características específicas.
.

## Tipos
- Tipo I, también llamado síndrome de Papillon-League-Psaume. La incidencia anual es de alrededor de un caso por cada 100 000 nacidos vivos. Casi la totalidad de los pacientes son de sexo femenino pues causa muerte prenatal en  varones. La variabilidad de los síntomas es alta, en los casos más graves se producen múltiples malformaciones en diferentes órganos. Las alteraciones más frecuentes son malformaciones bucales con presencia de hamartomas y lipomas, anomalías craneofaciales y malformaciones en los dedos, alrededor del 50% de los casos presentan alteraciones del sistema nervioso central, entre ellas quistes intracerebrales y agenesia del cerebelo que pueden causar discapacidad intelectual. Es frecuente la existencia de riñón poliquistico, quistes en hígado y páncreas.[3]
- Type II o síndrome de Mohr.
- Type III, también conocido como síndrome de Sugarman.
- Type IV, síndrome de Baraitser-Burn.
- Type V, síndrome de Thurston.
- Type VI, síndrome de Varadi-Papp.[4]
- Type VII, síndrome de Whelan.
- Type VIII, síndrome de Edwards.
- Type IX.
- Type X.
- Type XI. Síndrome de Gabrielli.